# Flecha Valona 1985
La Flecha Valona 1985 se disputó el 17 de abril de 1985, y supuso la edición número 49 de la carrera. El ganador fue el belga Claude Criquielion. El italiano Moreno Argentin y el francés Laurent Fignon fueron segundo y tercero respectivamente.

## Clasificación final
| Pos. | Ciclista           | Equipo                          | Tiempo   |
| ---- | ------------------ | ------------------------------- | -------- |
| 1    | Claude Criquielion | Hitachi-Splendor-Sunair-Marc    | 5h39'50" |
| 2    | Moreno Argentin    | Sammontana-Bianchi              | a 1'49"  |
| 3    | Laurent Fignon     | Renault-Elf                     | a 1'59"  |
| 4    | Acacio Da Silva    | Malvor-Bottecchia-Vaporella     | a 2'16"  |
| 5    | Yvon Madiot        | Renault-Elf                     | a 3'34"  |
| 6    | Emanuele Bombini   | Del Tongo-Colnago-Samet-Candy   | a 3'37"  |
| 7    | Mario Beccia       | Malvor-Bottecchia-Vaporella     | a 3'43"  |
| 8    | Jörg Müller        | Skil-Sem-KAS-Miko               | a 3'55"  |
| 9    | Eric Van Lancker   | Fangio-Marc-Mavic-Ecoturbo-Alan | a 3'59"  |
| 10   | Pascal Poisson     | Renault-Elf                     | a 4'02"  |